# Palacio de Herrenchiemsee

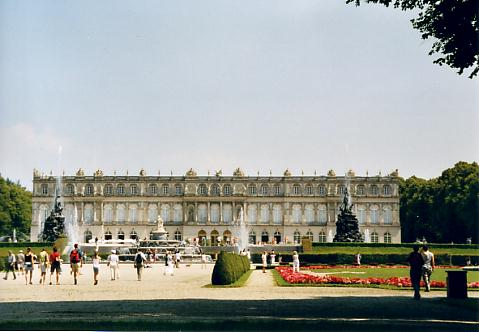
El palacio de Herrenchiemsee actualmente.

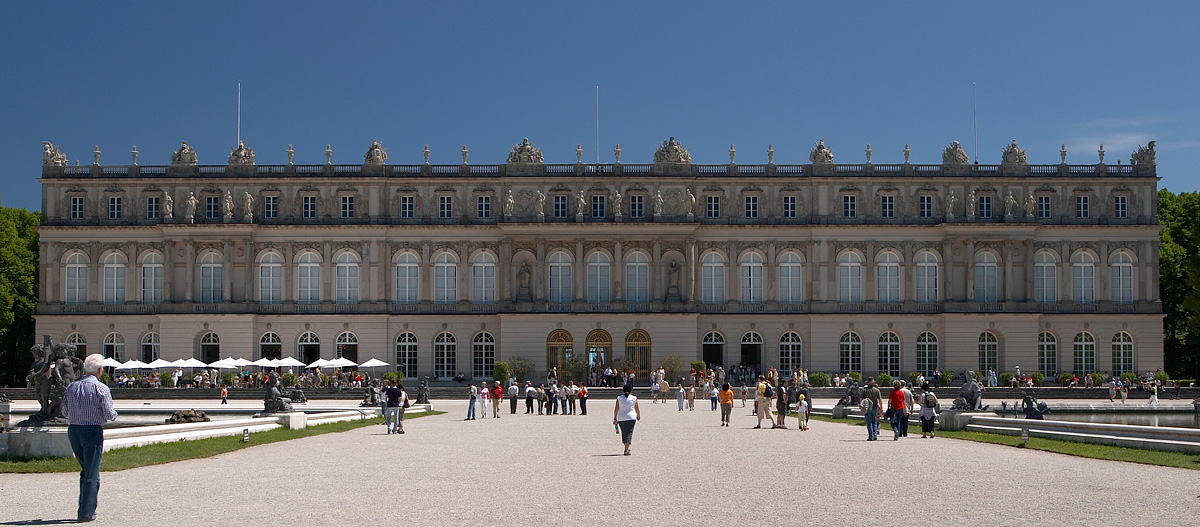
Palacio de Herrenchiemsee en 2005.

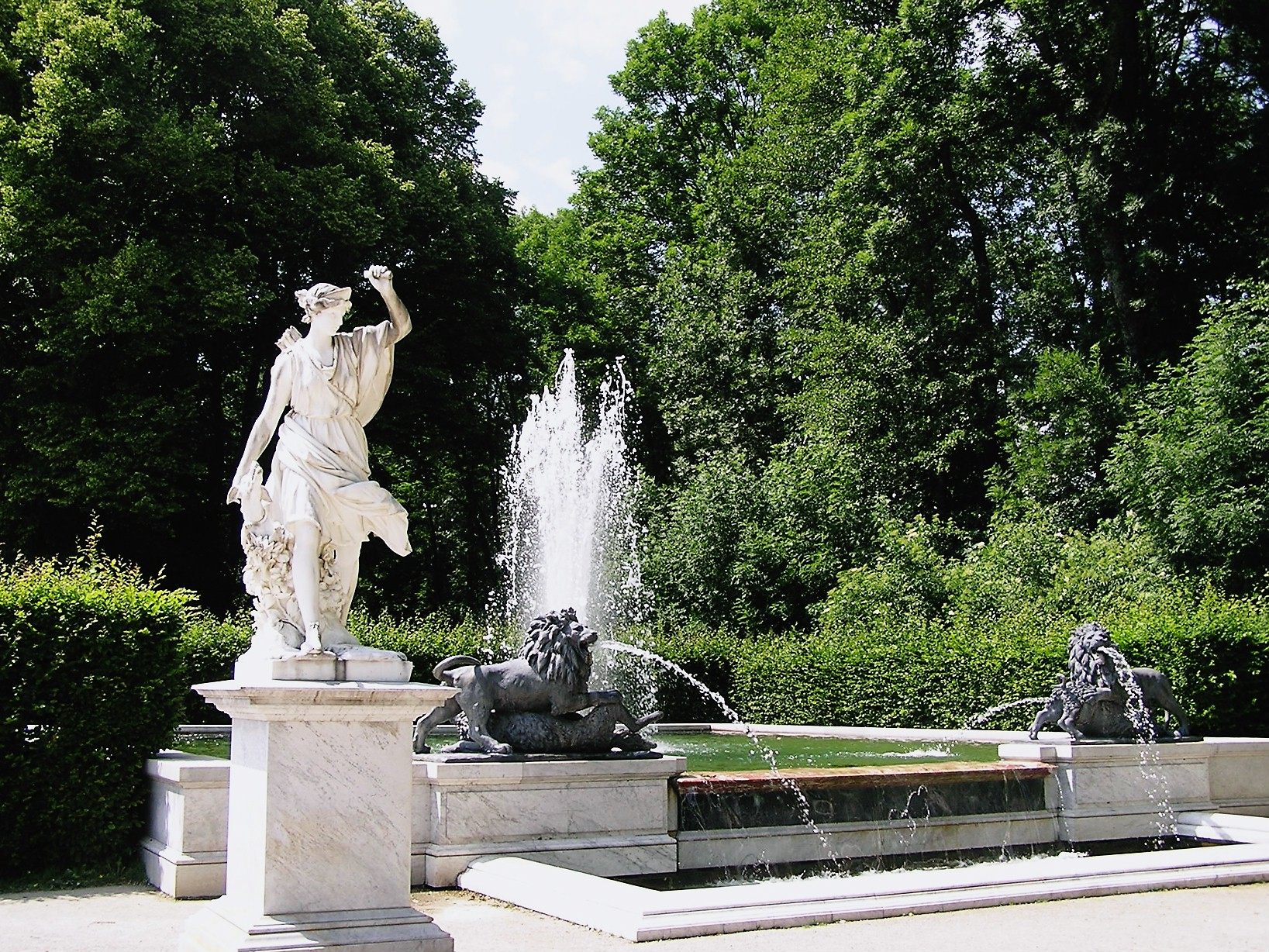
Una de las fuentes en los jardines del palacio.

El palacio de Herrenchiemsee es un palacio real erigido por Luis II de Baviera en la isla Herreninsel en el lago Chiemsee, en Baviera, entre 1878 y 1886.
Ante el palacio se despliegan a la manera del absolutismo unos bellos jardines con laberintos, enormes fuentes decoradas, setos recortados y un embarcadero privado. 
El palacio, que originariamente iba a ser una réplica exacta de Versalles, consta únicamente del ala principal, ya que Luis II de Baviera se quedó sin dinero durante la construcción y falleció antes de que finalizaran las obras. En el interior se alternan las estancias amuebladas a todo lujo como la gran sala de los espejos, la escalera y el dormitorio, con las habitaciones vacías que por falta de financiación nunca podrían ser decoradas como había sido previsto. En el ala sur se alberga, en varias estancias inconcluidas, el Museo de Luis II de Baviera.
El monarca nunca quiso hacer el palacio accesible al público; debía estar destinado exclusivamente a él como refugio privado, donde poder escapar de la cotidianeidad y viajar a sus mundos oníricos.

## Consultar también
- Isla Herreninsel

## Enlaces
- Schloss Herrenchiemsee
- herrenchiemsee.net